# فيكتوريا هوبر
فيكتوريا هوبر (بالإنجليزية: Victoria Hopper)‏؛ ممثلة كندية، ولدت في 24 مايو 1909 بفانكوفر في كندا، وتوفيت في 22 يناير 2007 في المملكة المتحدة.

## وصلات خارجية
- فيكتوريا هوبر على موقع IMDb (الإنجليزية)
- فيكتوريا هوبر على موقع أول موفي (الإنجليزية)
- فيكتوريا هوبر على موقع قاعدة بيانات الفيلم (الإنجليزية)